# Eosalmo

Eosalmo é um gênero extinto de salmão que viveu durante o Eoceno.
O gênero foi descrito pela primeira vez em 1977 a partir de fósseis encontrados em lagos no Driftwood Canyon Provincial Park, Colúmbia Britânica, levando ao epíteto específico E. driftwoodensis. Fósseis deste gênero também foram encontrados em locais em Princeton, no McAbee Fossil Beds e em Republic, Washington, EUA.
Quando descrito pela primeira vez, acreditava-se que o gênero era intermediário às subfamílias Salmoninae (truta e salmão) e Thymallinae. Uma revisão mais recente do gênero colocou o Eosalmo como o membro mais primitivo da subfamília Salmoninae. Os fósseis encontrados no Driftwood Canyon Provincial Park exibem uma gama completa de indivíduos, desde jovens até adultos. Este intervalo indica que o gênero era completamente de água doce e não passava tempo em água salgada. 